# Petter Bågenholm
Petter Sebastian Bågenholm, född 12 mars 1977 i Göteborg, är en svensk för detta handbollsspelare (vänsternia).

## Klubbar
- BK Heid (moderklubb)
- Västra Frölunda IF (–2000)[5]
- HP Warta (2000–2002)
- BK Heid (2002–2005)
- IK Heim (2005–2007)
- Redbergslids IK (2007–2011)